# Experience Hendrix: The Best of Jimi Hendrix
Experience Hendrix: The Best of Jimi Hendrix – wydana pośmiertnie kompilacja utworów Jimiego Hendriksa, która ukazała się w 1997 roku.

## Lista utworów
Autorem wszystkich utworów (chyba że zaznaczono inaczej) jest Jimi Hendrix.
| Nr  | Tytuł utworu                                             | Długość |
| --- | -------------------------------------------------------- | ------- |
| 1.  | „Purple Haze”                                            | 2:52    |
| 2.  | „Fire”                                                   | 2:43    |
| 3.  | „The Wind Cries Mary”                                    | 3:20    |
| 4.  | „Hey Joe” (Roberts)                                      | 3:30    |
| 5.  | „All Along the Watchtower” (Dylan)                       | 3:59    |
| 6.  | „Stone Free”                                             | 3:36    |
| 7.  | „Crosstown Traffic”                                      | 2:19    |
| 8.  | „Manic Depression”                                       | 3:42    |
| 9.  | „Little Wing”                                            | 2:25    |
| 10. | „If 6 Was 9”                                             | 5:34    |
| 11. | „Foxy Lady”                                              | 3:19    |
| 12. | „Bold as Love”                                           | 4:11    |
| 13. | „Castles Made of Sand”                                   | 2:47    |
| 14. | „Red House”                                              | 3:50    |
| 15. | „Voodoo Child (Slight Return)”                           | 5:12    |
| 16. | „Freedom”                                                | 3:25    |
| 17. | „Night Bird Flying”                                      | 3:50    |
| 18. | „Angel”                                                  | 4:22    |
| 19. | „Dolly Dagger”                                           | 4:45    |
| 20. | „Star Spangled Banner (live at Woodstock)” (Traditional) | 3:46    |
|     |                                                          | 1:13:27 |

Album ukazał się również w limitowanej edycji z płytą bonusową:
| Nr | Tytuł utworu                | Długość |
| -- | --------------------------- | ------- |
| 1. | „Highway Chile”             | 3:41    |
| 2. | „Gloria” (Morrison)         | 8:54    |
| 3. | „It's Too Bad”              | 8:53    |
| 4. | „Spanish Castle Magic”      | 5:50    |
| 5. | „Hear My Train a Comin’”    | 6:58    |
| 6. | „Lover Man”                 | 2:58    |
| 7. | „I Don’t Live Today (live)” | 6:34    |
| 8. | „Purple Haze (live)”        | 4:03    |
|    |                             | 47:51   |

## Muzycy nagrywający płytę
- Jimi Hendrix – gitara, śpiew
- Mitch Mitchell – perkusja
- Noel Redding – gitara basowa
- Billy Cox – gitara basowa – CD1 (16, 17, 18, 19)